# Álex Bernal
Alejandro Bernal Carreras (Sevilla, 3 de marzo de 1991)  es un futbolista español, que juega como centrocampista en el Real Club Recreativo de Huelva, de la Segunda Federación.  

## Trayectoria
Bernal se formó en la cantera del Real Betis, donde estuvo dos temporadas en el equipo filial sin llegar a debutar en el primer equipo. 
En la temporada 2012-2013, fue fichado por el Granada CF, que lo cedió al CD Mirandés media temporada y al CD Leganés durante la otra vuelta de la competición. 
En la temporada 2013-14, Álex sería recuperado por el Granada CF para su filial, quien por la operación de venta de Mikel Rico al Athletic Club fue traspasado a la SD Huesca con el fin de no realizar el pago de plusvalías al equipo oscense en dicha operación, equipo con el que firmaría por 3 temporadas.
Tras temporada y media en el conjunto oscense, el 30 de enero de 2015 firma por el Lorca F. C. de la Segunda División B de España.
Tras temporada y media en el conjunto lorquino, el 12 de agosto de 2016 firma por el Mérida AD de la Segunda División B de España.
Tras temporada y media en el conjunto emeritense, el 30 de enero de 2018, firma con el Marbella FC de la Segunda División B de España.
El 30 de julio de 2021, firma por el Córdoba CF de la Segunda División RFEF, con el que lograría el ascenso a la Primera División RFEF. 
El 16 de enero de 2023, firma por el CD Eldense de la Primera División RFEF.
El 20 de junio de 2025, pasa a formar parte del Real Club Recreativo de Huelva, de la Segunda Federación.

## Equipos
| Club                 | Temporada           | Categoría                 | Liga    | Liga  | Copa    | Copa  | Total   | Total |
| Club                 | Temporada           | Categoría                 | Jugados | Goles | Jugados | Goles | Jugados | Goles |
| -------------------- | ------------------- | ------------------------- | ------- | ----- | ------- | ----- | ------- | ----- |
| Real Betis "B"       | 2010-2011           | Segunda B                 | 27      | 3     | 0       | 0     | 27      | 3     |
| Real Betis "B"       | 2011-2012           | Segunda B                 | 31      | 3     | 0       | 0     | 31      | 3     |
| C. D. Mirandés       | 2012                | Segunda División          | 4       | 0     | 2       | 0     | 6       | 0     |
| C. D. Leganés        | 2013                | Segunda B                 | 14      | 0     | 0       | 0     | 14      | 0     |
| S. D. Huesca         | 2013-2014           | Segunda B                 | 27      | 2     | 2       | 0     | 29      | 2     |
| S. D. Huesca         | 2014                | Segunda B                 | 5       | 0     | 2       | 0     | 7       | 0     |
| Lorca F. C.          | 2014                | Segunda B                 | 15      | 2     | 0       | 0     | 15      | 2     |
| Lorca F. C.          | 2015-2016           | Segunda B                 | 36      | 2     | 0       | 0     | 36      | 2     |
| A. D. Mérida         | 2016-2018           | Segunda B                 | 42      | 3     | 1       | 0     | 43      | 3     |
| Marbella F. C.       | 2017-2021           | Segunda B                 | 98      | 2     | 2       | 0     | 100     | 2     |
| Córdoba CF           | 2021-2023           | Segunda RFEF/Primera RFEF | 38      | 0     | 3       | 0     | 40      | 0     |
| CD Eldense           | 2023-2025           | Primera RFEF              | 75      | 2     | 5       | 0     | 80      | 0     |
| Recreativo de Huelva | 2025-2026           | Segunda RFEF              |         |       |         |       |         |       |
| Total en su carrera  | Total en su carrera | Total en su carrera       | 412     | 19    | 17      | 0     | 429     | 17    |